# 인에이블링
인에이블링(enabling)은 한국어로 '허용' 또는 '조장' 등으로 해석될 수 있다. 이는 인에이블링이라는 영단어는 긍정적 부정적 의미로 모두 사용 가능하다는 말로, 경우에 따라 다양하게 변용하여 해석해야 할 것이다. 구체적으로, 심리치료와 정신건강 분야에서 인에이블링은 개인에게 힘이나 권한을 부여(empowering)하는 긍정적 의미와, 이상행동(dysfunctional behavior)을 조장하는 부정적인 의미를 모두 갖는다.

## 긍정적 의미
긍정적 의미의 인에이블링은 권한부여(empowerment)와 유사하며, 또한 개인이 발달하고 성장하게 하는 대인관계 패턴을 의미하기도 한다. 이러한 패턴은 가족, 혹은 사회적으로 수권법(授權法, enabling acts) 등 다양한 분야에서 보이며, 집단에 권한을 부여하거나 정부체(governmental body) 등에 새롭게 권위를 부여하기 위하여 만들어진 것이다.

## 부정적 의미
부정적 의미의 인에이블링은 특정 문제를 해결하는데 도움을 주기 위하여 접근하였으나 오히려 문제를 지속시키거나 악화시키는 이상행동을 의미한다. 한 개인의 행동이 자신은 물론 타인에게도 문제를 일으키거나 좋지 않은 결과를 가져다 주는 것임에도, 제3자가 이에 대해 책임지거나 받아주는 것이다. 이러한 좋지 못한 행동은 선의에서 비롯된 것도 있고 공포나 불안으로 인하여 어떤 행동을 못할까봐 하는 경우도 있다. 제3자가 책임져주거나 다 받아줄 경우, 이러한 이상행동을 보이는 개인은 그러한 행동을 해서는 안된다는 사실을 자각하지 못하고, 자신의 행동이 자기는 물론 타인에게도 피해를 줄 수 있다는 것을 인지하지 못하며, 자신의 행동을 바꾸어야 할 필요성이나 압박을 느끼지 못한다.

### 공의존
공의존(codependency)은 한 사람이 다른 사람의 약물중독, 알코올 의존증, 도박중독, 정신건강 저해, 미성숙, 무책임, 성취 저하를 지지(support)하거나 조장(enable)하여 자신의 정서적 욕구를 채우려는 이상조력관계(dysfunctional helping relationship) 유형을 말한다. 이때 원조나 조장 등의 인에이블링을 하는 사람을 공의존자(codenendent)라고 한다.

### 알코올 등 중독
인에이블링은 알코올 등의 중독자와 그 공의존자가 되는 배우자나 부모 사이의 관계에서도 보인다. 배우자는 중독자인 상대 배우자가 술이나 약물에 취해 있어서, 회사에 대신 전화하여 병결을 신청하여 중독자에게 닥칠 부정적인 결과를 막으려고 한다. 배우자들은 구실을 만들어내지만, 그것은 중독자가 스스로를 책임지거나, 중독자 자신의 잘못된 판단으로 인하여 발생한 혼란을 스스로 해결하려는 것을 막는다. 배우자가 하고 있는 것은 돕는 게 아니라 오히려 망치는 것이다. 이러한 조장, 즉 인에이블링은 조장당하는 대상의 정신적 성장을 막고 조장자(enabler)에게도 심각한 증상을 가져다 줄 수 있다. 심리치료사 달라인 랜서(Darline Lancer)는 다음과 같이 말하였다.
```
"인에이블링을 멈추는 것은 쉽지 않으며, 심약한 데서 오는 것도 아니다. 반박이나 보복이 있을 것이라는 공포는 차치하고, 무엇보다도 당신은 중독자가 아무것도 안 하게 될 결과에 대해 두려워할 것이다. 예를 들어, 중독자 남편이 실직하는 것을 두려워할 수 있다. ... 중독자가 자동차 사고를 당하여 심각한 경우 사망할 수도 있고, 혹은 자살할 수도 있다는 것을 두려워할 것이다."
```

중독자 자녀를 둔 부모의 경우, 자녀에게 집안일을 돕게 하지 않고 집에서 살게 하거나, 자녀의 변명, 정서 공격, 자해 위협에 조종당할 수 있다.

### 자기애성자와 학대자
자기애성자(narcissist)와 학대자(abuser)의 경우, 조장자(enabler)와 플라잉몽키(flying monkey), 즉 대리 학대자(proxy abuser)와는 다르다. 조장자는 자기애성자나 학대자의 나쁜 행동을 허용하거나 덮어주지만, 플라잉몽키는 이들을 대신하여 제3자에게 나쁜 행동을 옮겨서 자행한다.
정서 학대(emotional abuse)는 오랜 시간을 거쳐 누군가를 조장자로 바꿀 수 있는 세뇌(brainwashing) 방식이다. 자기애성자는 피해자 역할을 하는 반면, 진정한 피해자는 자신이 학대에 책임이 있으며 여기에 적응하거나 조정해야 한다고 생각한다.
학대에서의 인에이블링 사례는 다음과 같다.
- 타인의 폭력이나 분노가 정당하다는 핑계를 찾는다.
- 타인이 저지른 일을 대신 수습한다.
- 학대자의 이상행동을 밖에 알리지 않는다.
- 타인의 나쁜 선택에 대한 악영향을 흡수한다.
- 타인의 빚을 대신 갚는다.
- 신체적 정서적 언어적 공격에 노출되었을 때, 맞서거나 방어하지 않는다.
- 학대자가 말하는 '팩트' 혹은 '사실'이라는 것을 증거를 찾지 않고 제3자에게 되풀이한다.
- 가스라이팅(gaslighting), 부정(denial), 희생양화(scapegoating)와 같은 자기애성 유형 행동을 가진 다른 학대 피해자를 다시 희생양으로 삼는다.
- 삼각화(triangulation) : 피해자나 보호자로서 학대 트라이앵글에 들어가 역할하지만, 자신이 똑같은 학대 당사자임을 인지하지 못함
- 혼외정사나 그로 인해 태어난 아이, 알코올 의존증, 도박, 근친상간 등 자기애성자의 행동을 숨겨줌
- 투사(projecting) 혹은 자신이 자기애성자로부터 받은 수치를 제3자에게 넘겨주는 것
- 재정 상황을 알지 못하여 자기애성자가 이를 관리하게 함, 경우에 따라 엄청난 빚을 질 수도 있음

## 같이 보기
- 개인 바운더리
- 공의존